# Edith Oldrup-Björling

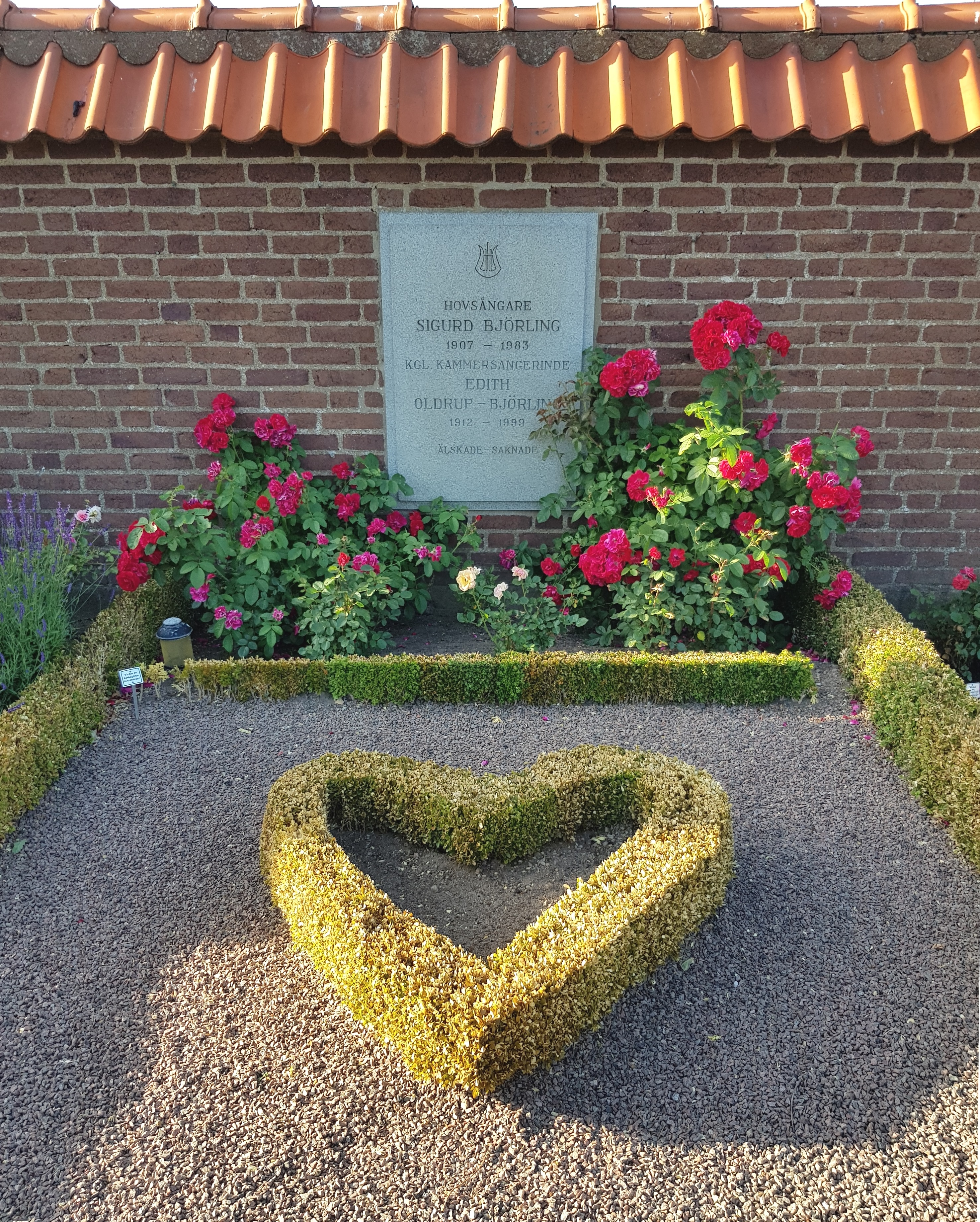
Edith Oldrup-Björlings och Sigurd Björlings grav på Pålsjö kyrkogård i Helsingborg.

Edith Oldrup-Björling, som ogift Edith Oldrup Pedersen, född 18 juni 1912 i Köpenhamn, död 4 juni 1999 i Helsingborg, var en dansk operasångerska (sopran).
Hon debuterade 1934 i rollen som Michaela i Bizets Carmen, och blev därefter engagerad vid Det Kongelige Teater, där hon hade sin storhetstid från mitten av 1930-talet, framför allt i roller i verk av Mozart och Puccini. År 1946 blev hon utnämnd till kunglig kammarsångerska. Den 28 maj 1949 gifte hon sig med den svenske operasångaren Sigurd Björling och bosatte sig Helsingborg, där hon arbetade som musikpedagog. Hon uppträdde också på Drottningholms slottsteater.
År 1949 mottog hon Tagea Brandts rejselegat for kvinder, och 1964 Drottningholms förtjänstmedalj i guld. År 1960 blev hon riddare av Dannebrogsorden.